# Lehenrotte
Lehenrotte ist eine Streusiedlung mit einem Kirchweiler nordöstlich in der Marktgemeinde Türnitz im Bezirk Lilienfeld in Niederösterreich.

## Geografie
Das Dorf liegt an der Traisen zwischen Freiland und Dickenau. Weitere Ortslagen in der Katastralgemeinde sind Broselsimerlalm, das Jagdhaus Hochkogel, Lehenrotte-Zerstreute Häuser, Sonnleiten, Steiner, Steintal und Windhag. Beiderseits des Ortes liegen Berge, die Hochkogel genannt werden; es sind dies der Hochkogel 1064 m ü. A. nördlich von Raxenbachrotte und der Hochkogel 873 m ü. A. südöstlich von Außerfahrafeld.

## Geschichte
Der Einzelhof Lehen wurde 1536 urkundlich genannt.
Im Jahr 1971 wurde von der NÖ GKK das „Franz-Bauer-Erholungs- und Genesungsheim“ errichtet. Im August 2000 wurde das Heim geschlossen.

## Kultur und Sehenswürdigkeiten

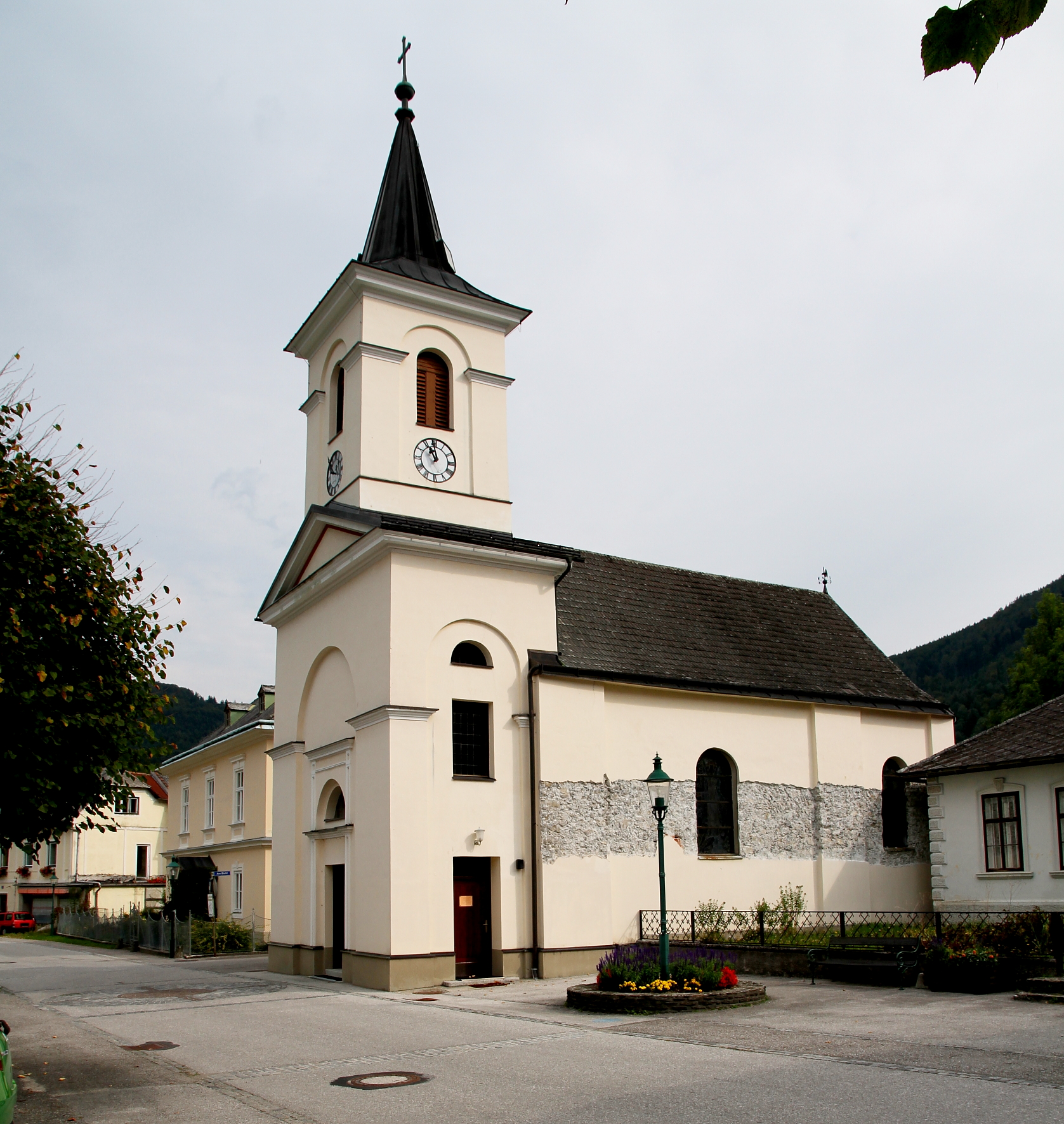
Pfarrkirche Lehenrotte

- Katholische Pfarrkirche Lehenrotte hl. Leonhard
- Pfarrhof
- Ehemaliges Franz Bauer-Erholungsheim
- Wirtshaus Schönhofer

## Persönlichkeiten
- Dominik Peckenstorfer (1705–1786), Zisterzienser und Abt des Stiftes Lilienfeld, errichtete die Pfarre
- Otto Apfaltrer von Apfaltrern (1823–1905), Adeliger und Politiker, wurde hier geboren
- Ferdinand Nagl (1891–1977), Jurist und Politiker, Mitglied der Provisorischen Staatsregierung Renner 1945, verstarb im Ort